# عبد الرحمن الملق
عبد الرحمن بن عبد الله المَلَق (1924 - 22 يونيو 2008) شاعر سعودي. ولد في‌ حائل ونشأ بها ودرس فيها حتى حصل على شهادة إتمام الدراسة الثانوية، ثمّ حصل على شهادة كليّة الشريعة بجامعة الإمام محمد بن سعود الإسلامية في الرياض عام 1964. اشتغل بالتدريس ثم موجهًا فمديرًا فنيًّا بإدارة التعليم في حائل حتى أحيل إلى التقاعد. كان عضوًا في نادي حائل الأدبي. نشر شعره في الصحف المحليّة والخليجيّة ورغم غزارته لم يطعبه في ديوان. له قصيدة طويلة مطبوعة بعنوان أعلام الجيلين وهي محلمة في التراجم، 1400هـ/1979م. توفي في مسقط رأسه ودفن بها.

## سيرته
ولد عبد الرحمن بن عبد الله بن عبد الرحمن الملق في سنة 1924 م/ 1343 هـ في مدينة حائل بشمالي المملكة العربية السعودية ونشأ بها وتلقى دراسته الأولى فيها حتى حصل على شهادة إتمام الدراسة الثانوية ثم التحق بكلية الشريعة بجامعة الإمام محمد بن سعود الإسلامية في الرياض، وتخرج فيها عام 1964.

عمل مدرسًا بالتعليم الأولي في مدينة حائل لمدة طويلة وهو يحمل الشهادة الثانوية، وعندما حصل على الشهادة الجامعية انتقل إلى التدريس في المرحلة الثانوية.

تدرّج عبد الرحمن الملق في مهنته التعليمية حتى أصبح مديرًا لمعهد إعداد المعلمين في مدينة حائل، فموجهًا تربويًا، ثم مديرًا للشؤون الفنية بإدارة التعليم في مدينة حائل، وهي الوظيفة التي رغب بعدها في التقاعد بناء على طلبه ليتفرغ للبحث والشعر.

كان عضوًا بالنادي الأدبي في مدينة حائل.

توفي عبد الرحمن الملق إثر عارض صحي في مسقط رأسه يوم 18 جمادى الآخر 1429/ 22 يونيو 2008 (في معجم البابطين 1999) وقد تمت الصلاة عليه بجامع برزان بحائل ودُفِن بمقبرة الزبارة.

## شعره
نشر شعره في الصحف المحليّة والخليجيّة ورغم غزارته لم يطعبه في ديوان ما زال مخطوط. له قصيدة طويلة مطبوعة بعنوان أعلام الجيلين وهي محلمة في التراجم، 1400هـ/1979م. كما نشرت له جريدة الرياض عددًا من القصائد منه وأورد له كتاب الاتجاه الإسلامي في الشعر السعودي المعاصر عددًا من القصائد.

وصفه عبد العزيز البابطين في معجمه «يدور ما أتيح من شعره - حول المدح الذي اختص به الملك فهد بن عبدالعزيز والأمراء، وله شعر في مدح الأمير سلطان بن سلمان أول رائد فضاء عربي بمناسبة زيارته لمنطقة القصيم، وكتب في الحنين إلى مدينة حائل، ووصف الطبيعة فيها....متوسط النفس الشعري. تتسم لغته بالتدفق واليسر، وخياله نشيط.» من شعره العلَم الخفّاق في مديح سلطان بن سلمان، أول رائد فضاء عربي: